# Nové Pole (Milotice nad Opavou)
Nové Pole (deutsch Neufeld) ist ein Wohnplatz der Gemeinde Milotice nad Opavou (Milkendorf) in Tschechien. Er liegt viereinhalb Kilometer östlich von Bruntál (Freudenthal) und gehört zum Okres Bruntál.

## Geographie
Die Siedlung befindet sich auf einer Hochfläche im Niederen Gesenke (Nízký Jeseník), auf der östlich von Nové Pole die Bäche Milotický potok (Milkendorfer Bach) und Haldůvka (Schwarzseifner Bach) sowie westlich der Stráňský potok und der Smrčinský potok entspringen. Im Osten erhebt sich der Hradisko (Schanzenberg, 676 m n.m.), südöstlich der Dlouhý vrch (Langer Berg, 694 m n.m.) und der Vysoký vrch (Hoher Stein, 703 m n.m.), im Südwesten der Boudník (597 m n.m.) sowie nordwestlich der Nad opavskou silnicí (639 m n.m.), der Kozinec (Ziegenberg, 638 m n.m.) und der Na Špilovsku (632 m n.m.). Am nördlichen Ortsrand verläuft die Staatsstraße I/11 zwischen Bruntál und Horní Benešov (Benisch).
Nachbarorte sind Jelení (Wockendorf) im Nordosten, Luhy (Aue) im Osten, Staré Heřminovy (Alt Erbersdorf) im Südosten, Razová (Raase) und Dlouhá Stráň (Langenberg) im Süden, Mezina (Messendorf) und Slezský Kočov (Schlesisch Kotzendorf) im Südwesten, Bruntál im Westen sowie Oborná (Spillendorf) im Nordwesten.

## Geschichte
Nach der Josephinischen Landesaufnahme des Herzogtums Ober-Schlesien stand in der Mitte des 18. Jahrhunderts auf den Fluren südlich der Troppauer Straße bei Wockendorf lediglich ein einschichtiges Brechhaus am alten Fahrweg nach Raase.
Im Jahre 1766 ließ die Herrschaft Freudenthal die zu einem erloschenen Hof gehörigen Fluren parzellieren und am Fahrweg von Wockendorf nach Langenberg eine Kolonie anlegen, die den Namen Neufeld erhielt. Die Siedlung war anfänglich nach Freudenthal eingepfarrt, wo noch im Gründungsjahr die Führung der Matriken begann. Mit der Einrichtung einer Lokalkaplanei in Wockendorf wurde auch Neufeld 1784 dorthin überwiesen.
Im Jahre 1835 bestand die nach Wockendorf konskribierte und jenseits der Troppauer Kommerzialstraße gelegene Kolonie Neufeld aus 26 Häuslerstellen auf emphytheutisch überlassenem Dominikalland. Die Bewohner waren deutschsprachig und lebten vom Tagelohn. Pfarr- und Schulort war Wockendorf. Bis zur Mitte des 19. Jahrhunderts blieb Neufeld der Minderherrschaft Freudenthal untertänig.
Nach der Aufhebung der Patrimonialherrschaften bildete Neufeld ab 1849 eine Ansiedlung der Gemeinde Wockendorf im Gerichtsbezirk Freudenthal. Ab 1869 gehörte Neufeld zum Bezirk Freudenthal. Im Jahre 1907 erfolgte der Bau der Ortsverbindungsstraße von Wockendorf über Neufeld nach Langenberg. In der Folgezeit wuchs Neufeld gänzlich mit Wockendorf zusammen. Nach dem Zusammenbruch der k.k. Monarchie wurde die Kolonie 1918 Teil der neu gebildeten Tschechoslowakei. Beim Zensus von 1921 wurde Neufeld als Ortsteil der Gemeinde Wockendorf / Jelení aufgeführt, jedoch keine separate Daten erfasst. Der tschechische Ortsname Nové Pole ist seit 1924 nachweislich. Nach dem Münchner Abkommen wurde die Kolonie 1938 dem Deutschen Reich zugesprochen und gehörte bis 1945 zum Landkreis Freudenthal. Nach dem Ende des Zweiten Weltkrieges wurde Nové Pole wieder Teil der Tschechoslowakei. Die deutschsprachige Bevölkerung wurde bis 1946 größtenteils vertrieben und der Ort mit Tschechen neubesiedelt. 1959 wurde Nové Pole zusammen mit Jelení nach Milotice nad Opavou eingemeindet. 1979 erfolgte die Eingemeindung nach Bruntál. Zum 1. Januar 1992 lösten sich Milotice nad Opavou und Jelení (einschließlich Nové Pole) von Bruntál los und bildete die Gemeinde Milotice nad Opavou.

## Ortsgliederung
Die Kolonie Nové Pole ist Teil der Grundsiedlungseinheit Jelení und des Katastralbezirks Jelení u Bruntálu.